# Rescate de la cueva Tham Luang
El rescate de la cueva Tham Luang fue una operación internacional iniciada en junio de 2018 para rescatar a un grupo de doce niños (de entre 11 y 16 años de edad) y su entrenador (de 25 años) atrapados en la cueva Tham Luang Nang No (en tailandés: ถ้ำหลวงนางนอน; "Gran Cueva de la Dama Dormida"), ubicada en la cordillera de Doi Nang Non, en la provincia de Chiang Rai, al norte de Tailandia (y limítrofe con Myanmar y Laos). Las copiosas lluvias inundaron parcialmente la cueva durante su visita a esta el 23 de junio de 2018. Los chicos, integrantes de un equipo de fútbol local, fueron declarados desaparecidos al cabo de unas horas. Al encontrarse abandonadas sus bicicletas sujetas con candados en la entrada de la cueva, las operaciones de espeleosocorro se iniciaron inmediatamente.
Los esfuerzos por localizarlos se vieron dificultados por el aumento en los niveles de agua que bloquearon el acceso a las recámaras interiores de la cueva, y ningún contacto pudo establecerse con ellos durante una semana. Los esfuerzos de rescate se expandieron en una operación masiva liderada por el Gobierno tailandés junto con la ayuda de otros países como Australia, Estados Unidos, Japón, China, organizaciones de rescate en cuevas y buzos internacionales.
Por otra parte, la búsqueda y el rescate suscitaron una intensa cobertura de medios de comunicación a nivel global y el interés público mundial. Esta desmedida presencia mediática fue objeto de debate en algunos círculos periodísticos críticos, los cuales hicieron notar que los niños que habían muerto ahogados en el mediterráneo no eran una docena, sino más de un centenar solo en ese año, sin que este hecho despertase tanto interés de los medios. En el debate hubo quien, en cambio, rechazó toda comparación entre uno y otro caso.
Tras afrontar pasajes angostos y aguas pantanosas, los buzos británicos descubrieron a los trece desaparecidos, todos vivos, refugiados encima de una elevada roca a unos cuatro kilómetros de la entrada de la cueva, el 2 de julio de 2018, nueve días después de haberse extraviado. Se discutió sobre si era mejor enseñarles a bucear o esperar meses hasta que la inundación retrocediera al final de la estación del monzón. Finalmente se les administraron sedantes para dejarlos semiinconscientes y evitar que entraran en pánico durante el buceo.
Después de días de bombear agua fuera del sistema de cuevas y del cese de las lluvias, el 8 de julio los primeros cuatro chicos fueron rescatados y el día siguiente otros cuatro lograron salir de la cueva. Finalmente el 10 de julio los doce jóvenes y su entrenador fueron rescatados.
Más de 10 000 personas participaron en la operación de rescate, incluyendo la Real Armada Tailandesa y la Unidad de Asalto de Demolición Submarina (apodada Navy SEAL, de forma similar a la unidad estadounidense), así como equipos y asistencia técnica de distintos países.

## Desaparición

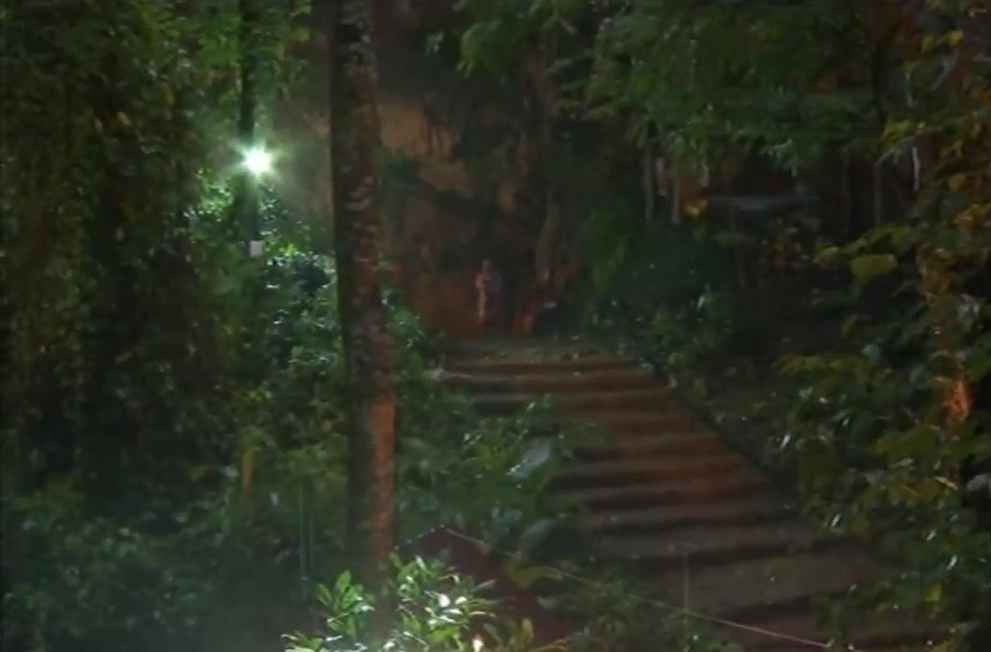
Entrada de la cueva principal

Tham Luang es un extenso complejo de cuevas kársticas bajo la montaña Doi Nang Non, en la frontera entre Laos
y Tailandia y Myanmar. Se trata de un sistema de cuevas de 10 km de largo y de muy difícil tránsito debido a sus pasajes angostos y sinuosos túneles. Una señal a la entrada de la cueva advierte que no se debe entrar en ellas durante la temporada de lluvias (julio–noviembre).
El 23 de junio de 2018 un grupo de doce chicos de entre 11 y 16 años, integrantes de un equipo de fútbol local llamado los Jabalíes Salvajes (en tailandés: หมูป่า; AFI: [mǔː pàː]; RTGS: Mu Pa) se perdió después de entrar a explorar la cueva con su entrenador de 25 años. El grupo planeaba tener un pícnic para celebrar el cumpleaños de uno de los chicos, Peerapat Sompiangjai. Aparentemente quedaron bloqueados en los túneles oscuros por un chaparrón repentino, el cual continuó después de que entraron a la cueva. Un ranger del Departamento de Parques Nacionales alertó a las autoridades sobre la desaparición de los chicos después de ver sus pertenencias abandonadas a la entrada de cueva.

### El grupo desaparecido
| Nombre                  | Apodo   | Edad | Ref.   | Notas                                                                               |
| ----------------------- | ------- | ---- | ------ | ----------------------------------------------------------------------------------- |
| Ekkapol Janthawong      | "Aek"   | 25   | [ 24 ] | nacido en Myanmar, exmonje budista entrenador del equipo de fútbol                  |
| Peerapat Sompiengjai    | "Night" | 17   |        | celebraba su cumpleaños el día de la desaparición en la cueva                       |
| Phornchid Kamluang      | "Tee"   | 16   |        |                                                                                     |
| Pipat Phothai           | "Nick"  | 15   | [ 25 ] | no formaba parte del equipo de fútbol (es amigo de "Bew")                           |
| Adul Sam-on             |         | 14   | [ 26 ] | nacido en Myanmar portavoz en la cueva al ser el único del grupo que hablaba inglés |
| Ekkarat Wongsookchan    | "Bew"   | 14   |        | portero del equipo de fútbol                                                        |
| Nattawoot Thakamsai     | "Tern"  | 14   | [ 27 ] |                                                                                     |
| Prajak Sutham           | "Note"  | 14   | [ 28 ] |                                                                                     |
| Duangpet Promtep        | "Dom"   | 13   |        | capitán del equipo de fútbol                                                        |
| Somphong Jaiwong        | "Pong"  | 13   |        |                                                                                     |
| Panumas Sangdee         | "Mig"   | 13   | [ 29 ] |                                                                                     |
| Mongkol Boonpiem        | "Mark"  | 13   | [ 30 ] |                                                                                     |
| Chanin Wibrunrungrueang | "Titan" | 11   | [ 31 ] | el más joven del grupo                                                              |

## Operaciones de rescate

### Búsquedas iniciales

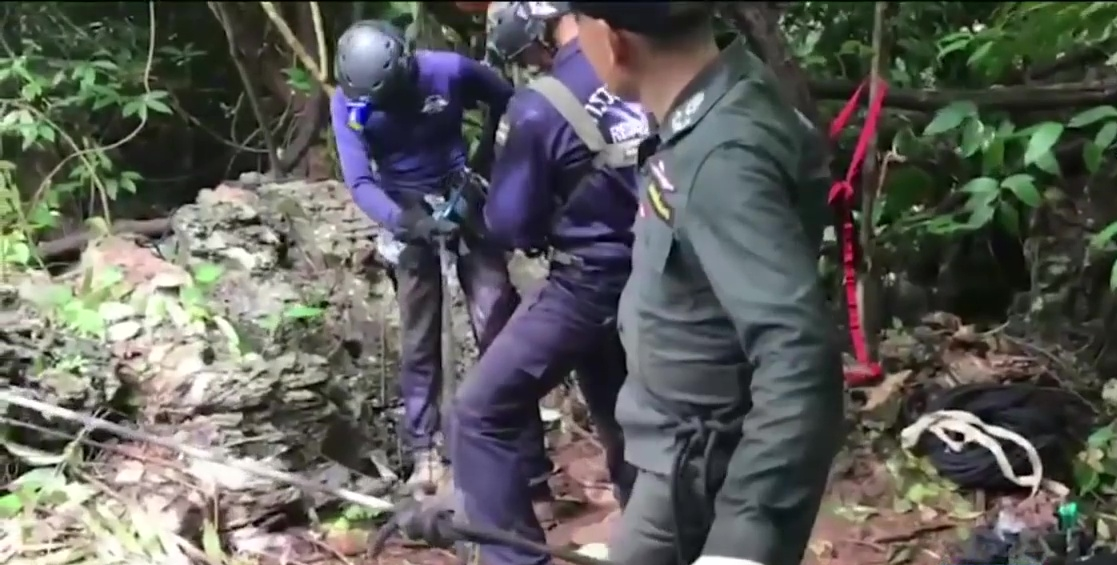
Los rescatistas buscan rutas de acceso alternativo a la cueva

Los buzos militares realizaron búsquedas en la cueva. Un buzo tailandés dijo que el agua era tan turbia que incluso con luces no eran capaces de ver a dónde se dirigían debajo del agua. A causa de las continuas lluvias, las cuales inundaron la entrada, la búsqueda tuvo que ser periódicamente interrumpida. Después de cuatro días el Navy UDAU tailandés se unió a un grupo de treinta personas del Comando del Pacífico de Estados Unidos y los expertos británicos en buceo en cuevas Richard Stanton, John Volanthen y Robert Harper.
Policías con perros rastreadores buscaron entradas alternativas a la cueva. Los policías también utilizaron drones y robots para mejorar la búsqueda.

### Contacto
Los doce chicos y el entrenador fueron localizados vivos el 2 de julio de 2018, aproximadamente a las 22:00 hora local. El grupo fue descubierto por Stanton y Volanthen aproximadamente a 400 metros (1300 pies) de una cámara apodada Pattaya Beach debido al lugar del mismo nombre. Volanthen estaba colocando señales en la cueva para asistir a otros en la navegación, cuando su línea se terminó y tuvo que emerger a la superficie, donde encontró al equipo perdido y a su entrenador. El lugar donde fueron encontrados está aproximadamente a cuatro kilómetros de la entrada de la cueva.
Un vídeo del encuentro, mostrando a los chicos y sus interacciones con los buzos, fue publicado en Facebook por el equipo tailandés Navy UDAU. En el vídeo, los chicos parecían confusos sobre cuánto tiempo habían estado atrapados al preguntarles a los buzos qué día era.

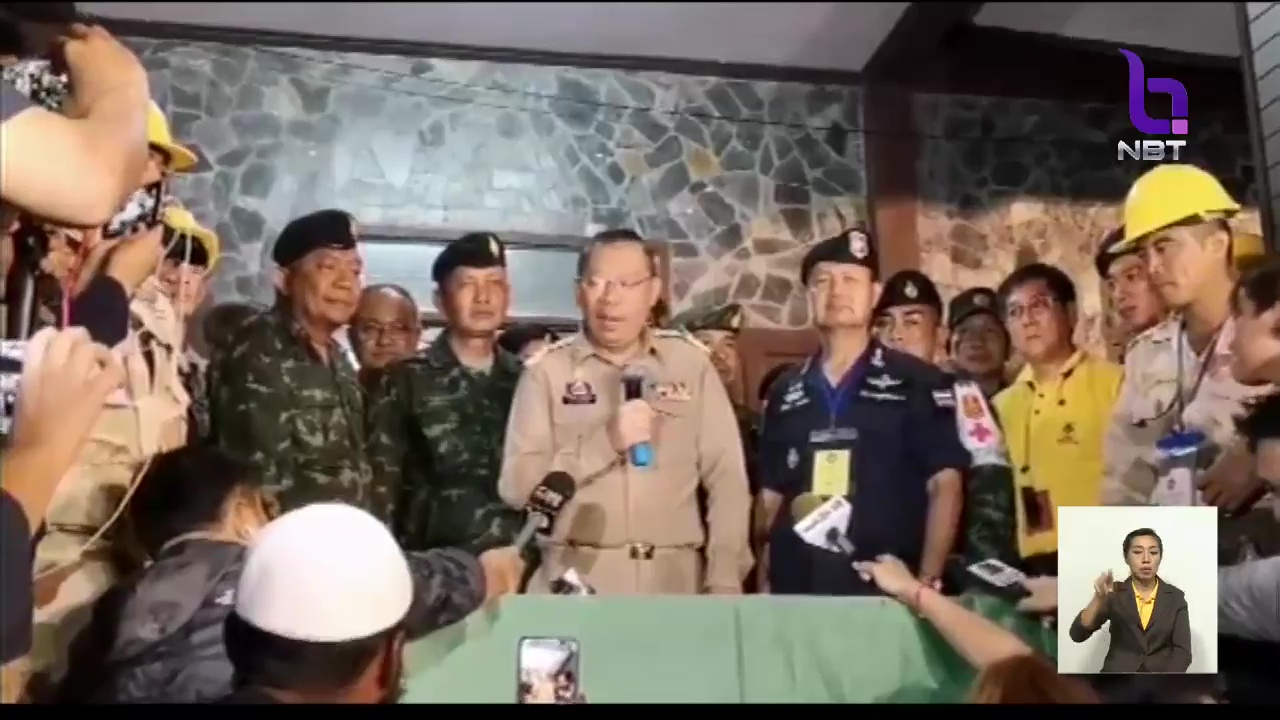
Gobernador Narongsak anunciando que encontraron a los niños en la cueva

El gobernador de Chiang Rai, Narongsak Osatanakorn, anunció la noticia declarando "los encontramos a salvo, pero la operación no ha concluido."
El 3 de julio de 2018, siete buzos, incluyendo un doctor y un enfermero, se unieron al grupo dentro de la cueva. Las autoridades tailandesas dijeron a los reporteros que los rescatistas llevaron a cabo controles de salud y tratamientos, y mantuvieron a los chicos entretenidos, añadiendo que ninguno de ellos estaba en estado grave. El contraalmirante Apagorn Youkonggaew, líder de las Fuerzas Especiales Navy tailandesas, dijo a los reporteros: " Han sido alimentados con alimentos fáciles de digerir, alimentos energéticos con vitaminas y minerales, bajo la supervisión de un doctor". En esta ocasión, un vídeo grabado por la misión de rescate y compartido unas cuantas horas más tarde por el Navy UDAU, muestra a todos los chicos y su entrenador presentándose y diciendo su edad. Envueltos en mantas de emergencia y aparentemente frágiles, los doce chicos y el entrenador saludaron al mundo exterior en un breve mensaje de vídeo. "Sawadee krap," dijo cada chico con sus palmas juntas en wai, el saludo tradicional tailandés. Un segundo vídeo muestra a un médico curándoles las heridas de las piernas. Se cree que muchos en el grupo no saben nadar, complicando aún más el ya difícil rescate.
El 4 de julio de 2018, otros dos espeleólogos británicos, Jason Mallinson y Chris Jewel, partieron desde Londres Heathrow con 500 kg de equipamiento de buceo. Se esperaba que llegaran al sitio al anochecer del jueves 5 de julio.

### Problemas de extracción

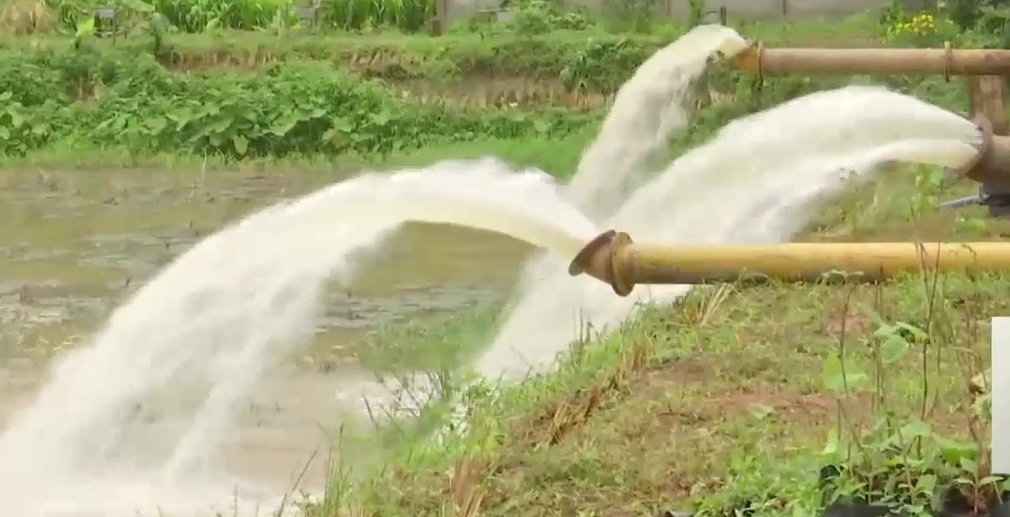
Las bombas se utilizan para drenar agua de la cueva a los lagos.

Las operaciones de rescate afrontaron el incremento en los niveles de agua, y se discutió si los chicos podrían tener que aprender a bucear o esperar durante meses a que la inundación retrocediera. Normalmente el sistema de cuevas permanece inundado durante la temporada de lluvias, la cual no termina hasta septiembre u octubre.
El análisis de la cueva demostró que la mayoría de los pasillos estaban inundados a más de dos km, y que la cueva penetra demasiado en la montaña. El punto donde los chicos se encontraban ubicados está a 800–1000 metros bajo la cumbre. El trayecto para llegar hasta ellos tenía muchos tramos inundados con algunos pasajes extremadamente angostos, y tramos que podían tener fuertes corrientes y nula visibilidad. El largo trayecto requería varias horas incluso para buzos con experiencia. Los equipos buscaron otras entradas alternativas a la cueva que permitieran una ruta de escape fácil del sistema de cuevas. Se utilizaron perforadoras como parte de los intentos por drenar el agua y también como un medio para abrir una vía factible de escape; sin embargo, no se localizó un punto para lograrlo.
Sistemas de bombeo fueron rápidamente instalados para extraer el agua fuera del sistema de cuevas, que junto a las altas temperaturas inusuales para la época del año lograron reducir los niveles de agua en la cueva unos 1,5 centímetros por hora el 5 de julio, dando como resultado que los equipos de rescate pudiesen avanzar 1,5 km dentro de la cueva. Sin embargo, se esperaban fuertes lluvias para el ocho de julio, lo cual podría haber detenido o revertido este proceso e incluso amenazador con inundar la posición donde el grupo de desaparecidos estaba atrapado.
Según Ben Reymenants, del Blue Label Diving of Thailand, y parte del equipo de rescate internacional, existían tres opciones: enseñar a bucear a los chicos, drenar la cueva con bombas gigantes o sentarse y esperar. Cuatro agentes del Navy tailandés, dos de ellos médicos, se ofrecieron como voluntarios para permanecer junto al grupo con suficiente comida y suministros para asentarse allí por tres o cuatro meses hasta que cesaran las lluvias.
El coordinador de la Comisión de Rescate Nacional de Estados Unidos, Anmar Mirza, experto en rescate en cuevas con 30 años de experiencia, manifestó que la opción de que el equipo buceara para salir era "increíblemente peligrosa" pero que podría ser considerada seriamente si la situación de inundación empeoraba, y localizar otra entrada o esperar no resultaban opciones viables.
El 5 de julio enseñarles a bucear fue considerado el "Plan A" y comenzaron a darse algunas de las instrucciones. Ese mismo día se anunció que se esperaba un diluvio en cuestión de días, que terminaría elevando el nivel de agua, amenazando con inundar la zona donde los chicos y su entrenador permanecían atrapados.

## Muerte de uno de los rescatistas
El 6 de julio de 2018, a la 1:00 AM ICT, un ex Navy SEAL tailandés de 38 años de edad, Saman Kunan (en tailandés: เอกสมาน กุนัน), murió mientras llevaba suministros a la cueva. Kunan era voluntario en los esfuerzos de rescate y estaba ubicando tanques de aire comprimido en la ruta para futuras misiones cuando su aire se agotó y perdió la consciencia durante el viaje de regreso. Sus compañeros lo trajeron de vuelta a la superficie, pero los intentos de reanimación fueron inútiles. Su cuerpo fue enviado a Bangkok, donde se realizó su funeral.

## Rescate

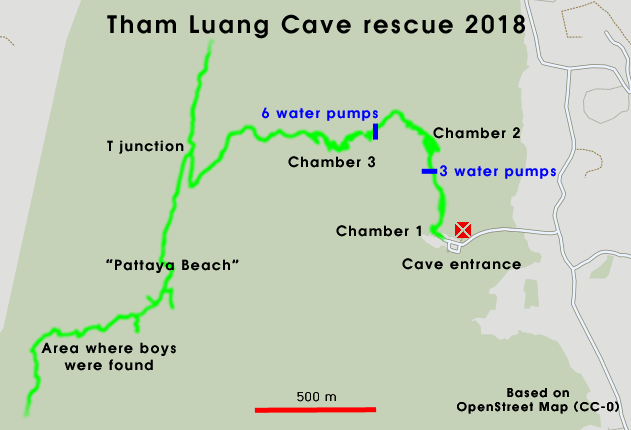
Mapa del rescate en la cueva.

En la mañana del 8 de julio las autoridades avisaron a los medios y a todo el personal no esencial que abandonaran el espacio cerca de la entrada a la cueva para limpiar la zona, dado que una operación de rescate era inminente debido a las lluvias del monzón. Cerca de las 10:00 AM ICT (hora de Indochina), trece buzos rescatistas fueron enviados dentro de la cueva para recuperar a los chicos usando el "sistema buddy" (en el cual dos buzos acompañarían a cada niño a salir de la cueva, uno delante y otro detrás. Si el plan funcionaba, los chicos y los buzos deberían salir alrededor de las 21:00 PM ICT. Sin embargo, las autoridades advirtieron que sacar a todos podría tomar días. Los rescatistas explicaron que los bajos niveles de agua redujeron el tiempo requerido para entrar a la  cueva. Justo después de las 19:00, los oficiales locales dijeron a los medios que dos de los chicos habían sido rescatados y trasladados al hospital de Chiang Rai. Posteriormente otros dos chicos también salieron de la cueva y fueron asistidos por médicos del área. Se esperaba que el proceso tomase algunos días debido a que reemplazar los tanques de aire comprimido, equipos de buceo y otros suplementos requería de 10 a 20 horas.
La tarde del 9 de julio (hora de Indochina) fueron rescatados el quinto y sexto niño, y trasladados al hospital local de Chiang Rai. En la noche del 9 de julio se anunció que ocho de los chicos habían sido rescatados con vida. Los chicos de este segundo grupo emergieron de la cueva junto a sus rescatistas en horas de la tarde en Tailandia, separados por lapsos relativamente extensos: el primero de ellos salió a las 16:45 y el último alrededor de las 19:00 hora local (entre las 09:45 y 12:00 GMT). Nuevamente, para volver a realizar los preparativos logísticos y los relativos al aire, la operación de rescate quedó suspendida por el resto del día del lunes. En la cueva permanecía un total de cinco personas (cuatro chicos y su entrenador), que formaban el último grupo de acuerdo con la organización del rescate.
Una serie de noticias informó sobre el papel que el entrenador Ekapol había desempeñado durante los esfuerzos de rescate. Antiguo monje budista, guio los niños para meditar durante el tiempo que estuvieron en la cueva. También envió un mensaje en el que pedía disculpas a los padres de los niños por haberlos puesto en peligro. La salud del entrenador se vio afectada debido a una nutrición deficiente dentro de la cueva.
La tercera jornada de rescate tuvo por objetivo salvar a los cuatro chicos restantes y a su entrenador, además de traer de regreso al médico y a los tres marines que los acompañaban, y se inició en la mañana del martes 10 de julio. El equipo internacional, integrado por dieciocho rescatistas, se adentró en la cueva bajo intensas lluvias, que amenazaban con dificultar aún más la compleja operación por la posibilidad de que se restituyese a través de filtraciones de la montaña el agua que se ya se había bombeado fuera de la cueva durante esos días.
Hasta el mediodía del 10 de julio las autoridades habían preferido no informar de modo oficial sobre las identidades de los niños ya rescatados que se encontraban en el hospital de Chiang Rai y de los que aún permanecían en la cueva, con el objetivo de no acrecentar la angustia de las familias. Se dio a conocer, sin embargo, que los rescatados estaban, en general, en buenas condiciones de salud. Solo dos de ellos presentaban complicaciones menores: uno con algunos problemas respiratorios y otro con una disfunción del ritmo cardíaco (bradicardia), pero ambos estaban mejorando. 
Finalmente, en la tarde del 10 de julio de 2018 se informó que la operación había culminado con pleno éxito y que todos los niños y el entrenador ya habían sido rescatados, mientras que el equipo médico que los atendió permanecería algunas horas más dentro de la cueva en espera de ser extraídos. Posteriormente fue confirmado que todos los buzos habían salido exitosamente de la cueva.

## Tras el rescate exitoso
Pocas horas después del rescate del último niño, las bombas de drenaje fallaron, circunstancia que, dadas las intensas lluvias, volvió a elevar el nivel de agua en los pasos despejados en días previos y puso en serias dificultades a más de cien personas que todavía estaban trabajando en el lugar, principalmente a los tres buzos que retiraban desde el interior de la cueva los balones de oxígeno y diversos dispositivos tecnológicos que se hallaban a un kilómetro y medio de la entrada. El rescate se llevó a cabo justo a tiempo: si hubiese tardado solo unas pocas horas más, habría sido imposible salvar a los niños.

## Respuestas

### Gobierno
El 29 de junio de 2018, el primer ministro Prayut Chan-o-cha visitó el sitio donde tenía lugar la búsqueda y dijo a las familias de los chicos que no perdieran las esperanzas.

### Local
Los residentes de la provincia de Chiang Rai se presentaron voluntarios para cocinar, limpiar y apoyar a las familias del grupo desaparecido y los equipos de rescate en el campamento a la entrada de la cueva. Las redes sociales se utilizaron para llamar la atención sobre los intentos de rescate. Compañeros y profesores de los chicos se reunieron para cantar y orar por ellos durante su desaparición.

### Internacional

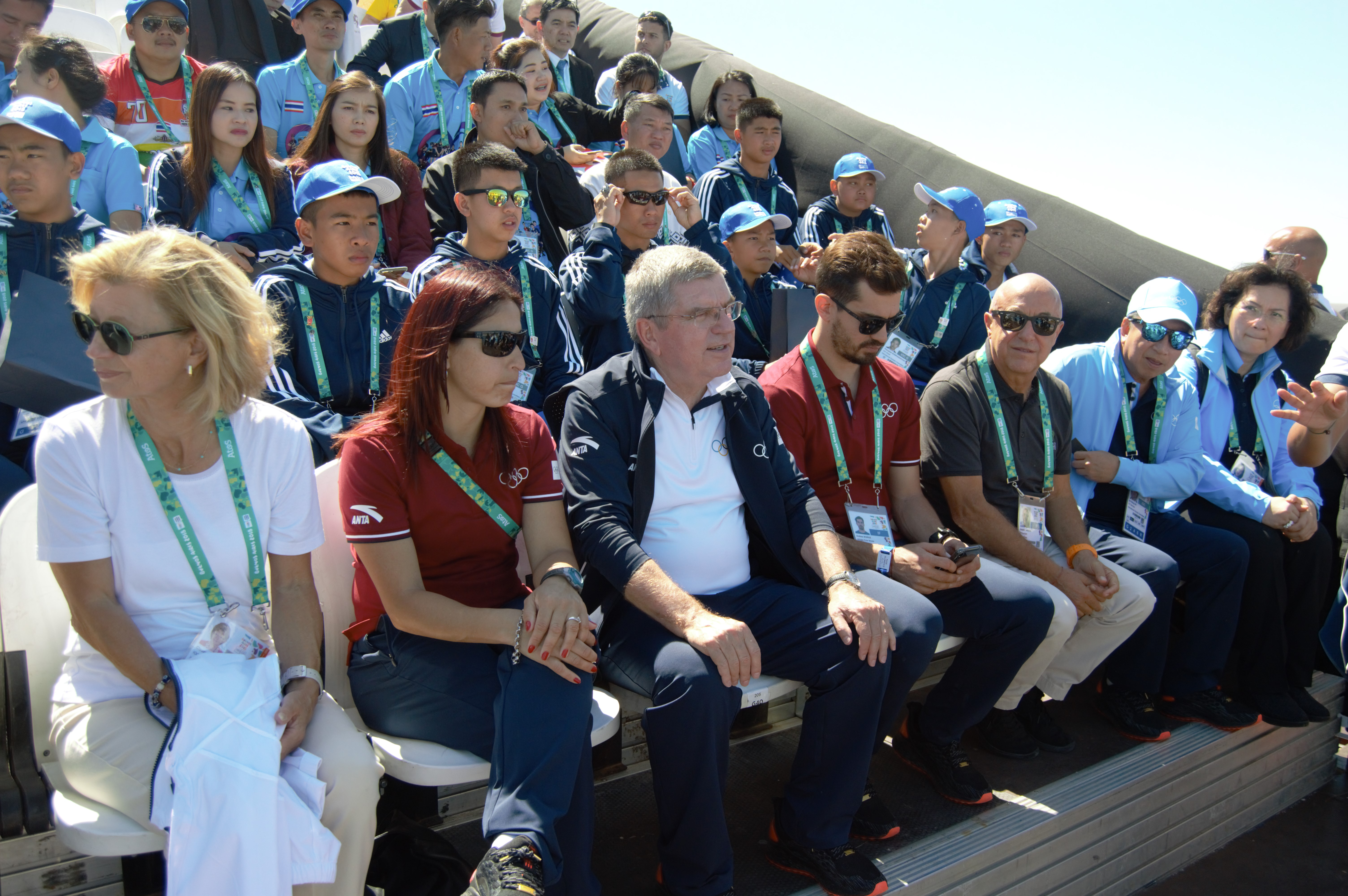
Los niños en los Juegos Olímpicos de la Juventud de Buenos Aires 2018 junto a Thomas Bach.

Voluntarios, equipos y asistencia técnica de distintos países como Reino Unido, China, Myanmar, Laos, Australia, Estados Unidos, Rusia, Finlandia, Suecia, Israel, Japón Dinamarca, Bélgica, Ucrania, República Checa, Países Bajos y Alemania participaron en las operaciones de rescate. Francia también ofreció enviar un grupo de especialistas y equipos, pero las autoridades tailandesas consideraron que ya disponían de los recursos necesarios.
Buzos e ingenieros, entre ellos Shigeki Miyake (un especialista en drenaje de la Agencia Japonesa de Cooperación Internacional en Tailandia), colaboraron en los esfuerzos para bombear el agua fuera de la cueva.
Expertos del fabricante de bombas Kirloskar Brothersde, de India, proporcionaron asesoramiento técnico sobre desagüe y bombas.
Seis buzos del Grupo de Respuesta Especializada de la Policía Federal Australiana (AFP), un buzo de la Armada, un miembro del Equipo Australiano de Asistencia Médica (AUSMAT) y funcionarios del Equipo de Respuesta a la Crisis del Departamento de Asuntos Exteriores y Comercio, hasta un total de 20 australianos, participaron en el lugar de la cueva. El doctor Richard Harris, un anestesista, formó parte del equipo médico que determinó la aptitud de los chicos para realizar el trayecto de cuatro kilómetros (2,5 mi). Harris y su compañero de buceo, el veterinario jubilado Craig Challen (ambos especialistas en buceo en cuevas), desempeñaron un papel fundamental en el rescate. El Gobierno tailandés concedió a Harris inmunidad diplomática para protegerlo en caso de que algo saliera mal con la sedación.
El presidente de la FIFA, Gianni Infantino, envió una carta al presidente de la Asociación de Fútbol de Tailandia donde invitaba a los niños y su entrenador a la final de la Copa Mundial de Fútbol de 2018 si las circunstancias lo permitían. Sin embargo, el equipo no pudo asistir por decisión del cuerpo médico que los trató, y vieron el partido por televisión en el hospital, donde apoyaron a la selección de Francia, la cual resultó campeona.
Los niños asistieron a los Juegos Olímpicos de la Juventud de Buenos Aires 2018 tras recibir una invitación del Comité Olímpico Internacional.
Elon Musk, director ejecutivo de SpaceX, y los ingenieros de dos de sus empresas diseñaron un submarino "del tamaño de un niño" como plan de respaldo. Las autoridades tailandesas decidieron no utilizar el plan de respaldo del submarino.

## Medios

### Cine y televisión
- 2018: Against The Elements: Tham Luang Cave Rescue, documental con entrevistas exclusivas, producido por Channel News Asia de Singapur.
- 2018: Thai Cave Rescue, episodio de la serie científica de televisión Nova (temporada 45, episodio 14).
- 2019: The Cave, película escrita y dirigida por el cineasta tailandés-irlandés Tom Waller. Presenta a muchos de los buceadores de cuevas de la vida real como ellos mismos.
- 2021: The Rescue, documental de National Geographic lanzado el 8 de octubre de 2021. La película utilizó imágenes de cámaras corporales grabadas por los buzos involucrados en la operación.
- 2022: Thirteen Lives, película original de Amazon dirigida por Ron Howard estrenada en cines en julio de 2022 y en Amazon Prime en agosto de 2022.
- 2022: Thai Cave Rescue, serie limitada de Netflix estrenada el 22 de septiembre de 2022. Es la única producción dramática a la que se le permitió el acceso a los miembros del equipo de fútbol.
- 2022: The Trapped 13: How We Survived The Thai Cave, documental de Netflix estrenado el 5 de octubre de 2022. El documental presenta entrevistas con miembros del equipo de fútbol.

### Literatura
- 2018: The Boys in the Cave de Matt Gutman.
- 2018: The Great Cave Rescue de James Massola.
- 2019: Against All Odds de Craig Challen y Richard Harris.
- 2020: All Thirteen: The Incredible Cave Rescue of the Thai Boys' Soccer Team de Christina Soontornvat. Literatura infantil de no ficción.
- 2021: Aquanaut: A Life Beneath The Surface – The Inside Story of the Thai Cave Rescue de Rick Stanton.
- 2021: Thirteen Lessons that Saved Thirteen Lives: The Thai Cave Rescue de John Volanthen.

### Música
- Una canción sobre el rescate titulada «Heroes of Thailand» fue escrita el 16 de julio de 2018 por el productor musical británico Will Robinson, con letras en inglés y dialecto del norte de Tailandia, y fue interpretada por Isan Project feat. Ronnarong Khampha.